# Tyreofory
Tyreofory (Thyreophora) – podrząd dinozaurów z rzędu dinozaurów ptasiomiednicznych (Ornithischia).
Nazwa łacińska „Thyreophora” oznacza „nosicieli tarcz” i została wprowadzona w 1915 roku przez barona Franza Nopcsę.
Tyreofory są uważane za najbardziej pierwotne spośród dinozaurów ptasiomiednicznych. Większość tyreoforów poza formami najbardziej pierwotnymi była czworonożna. Ich kończyny tylne były masywniejsze i dłuższe od przednich. Ciało tyreoforów pokrywały rzędy ochronnych guzów, płyt i kolców, które układały się wzdłużnie, tworząc rodzaj kostnego pancerza, chroniącego je przed drapieżnikami. Wśród tyreoforów występowały zarówno formy małe mierzące, około 2 metrów długości, jak i dość duże, osiągające do 9 metrów. Od innych podrzędów dinozaurów odróżnia je obecność kości jarzmowej w czaszce. Tyreofory miały małe zęby policzkowe i dobrze rozwinięte kości podpierające policzki. Budowa szczęk i zębów charakteryzowała się jednak mniejszą złożonością niż u ornitopodów i marginocefali. Tyreofory odżywiały się roślinami o miękkich liściach takimi jak paprocie nasienne, krzewami oraz owocami, prowadząc dość powolny tryb życia.
Wśród poznanych dotąd form za najbardziej bazalne uważa się rodzaje: Scelidosaurus, Scutellosaurus, Emausaurus, Tatisaurus i Bienosaurus – nie należą one do kladu Eurypoda, obejmującego ankylozaury i stegozaury, klasyfikowane w randze infrarzędów w podrzędzie Thyreophora.
Thyreophora jako nazwa kladu została zdefiniowana w 2004 roku przez Normana, Witmera i Weishampela jako najobszerniejszy klad obejmujący wszystkie zwierzęta bliżej spokrewnione z ankylozaurem niż z triceratopsem.
Tyreofory występowały w okresie od wczesnej jury do końca kredy, przy czym stegozaury występowały głównie w jurze, a ankylozaury w kredzie.